# Список дипломатических миссий Марокко

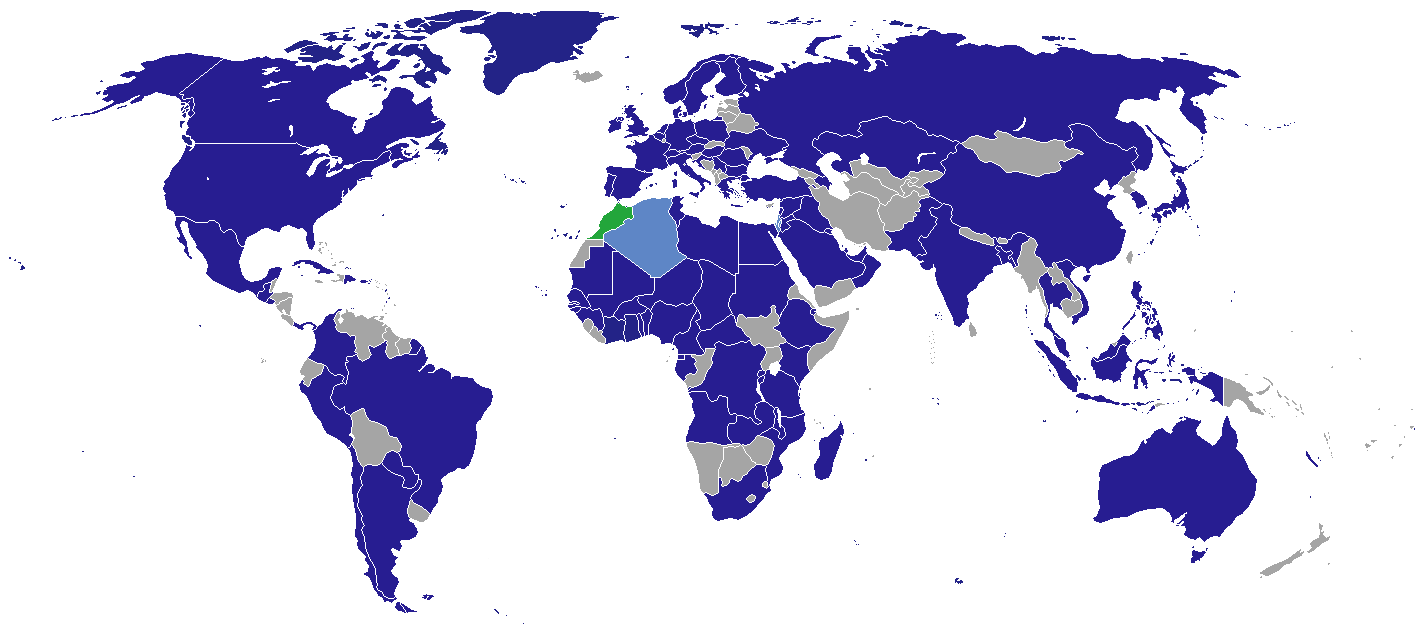
Дипломатические миссии Марокко

Список дипломатических миссий Марокко — перечень дипломатических миссий (посольств) и генеральных консульств Марокко в странах мира (не включает почётных консульств).

## Европа
- Австрия
  - Вена (посольство)
- Армения
  - Ереван (генеральное консульство)
- Азербайджан
  - Баку (посольство)
- Бельгия
  - Брюссель (посольство)

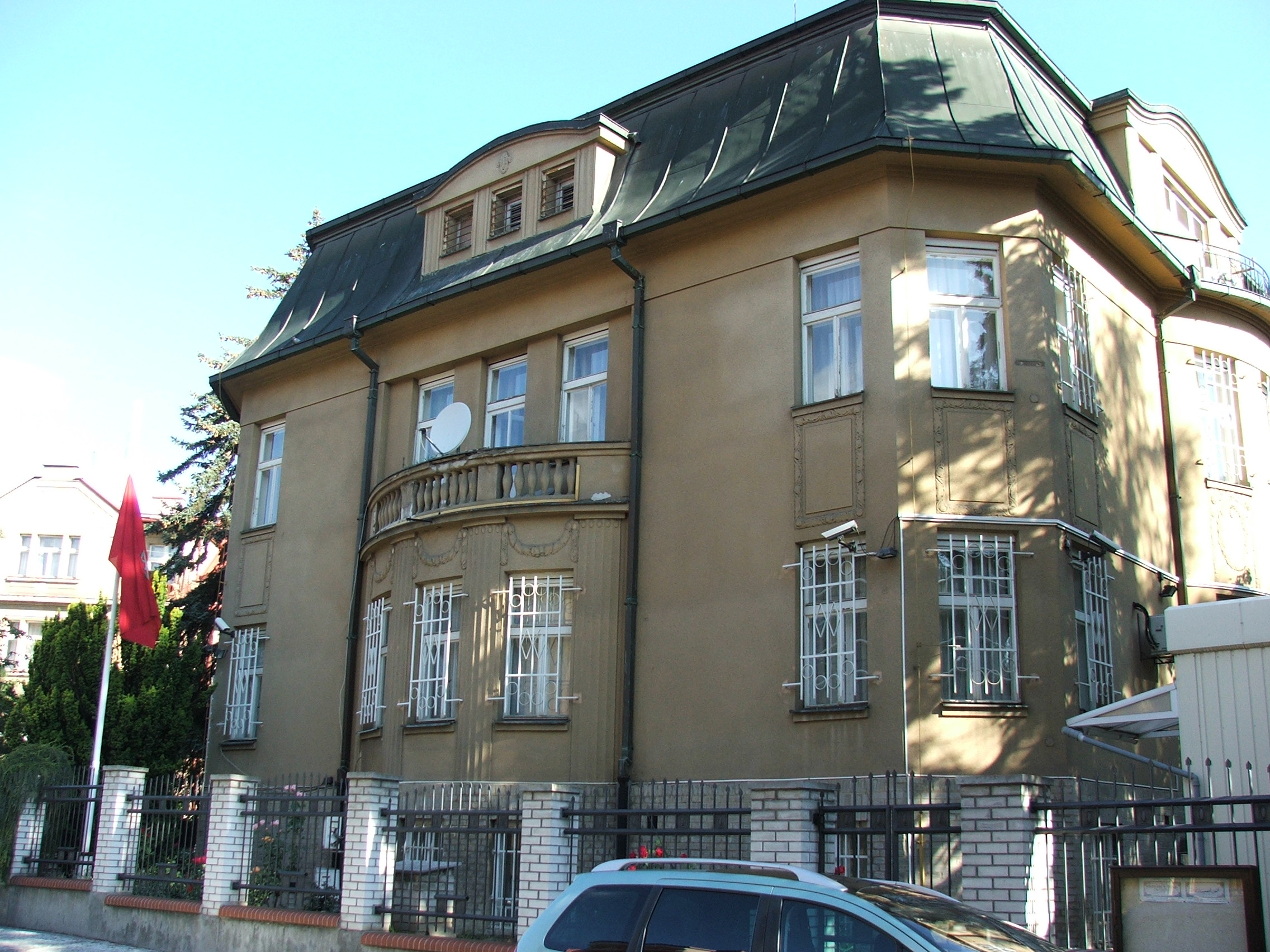
Посольство Марокко в Праге

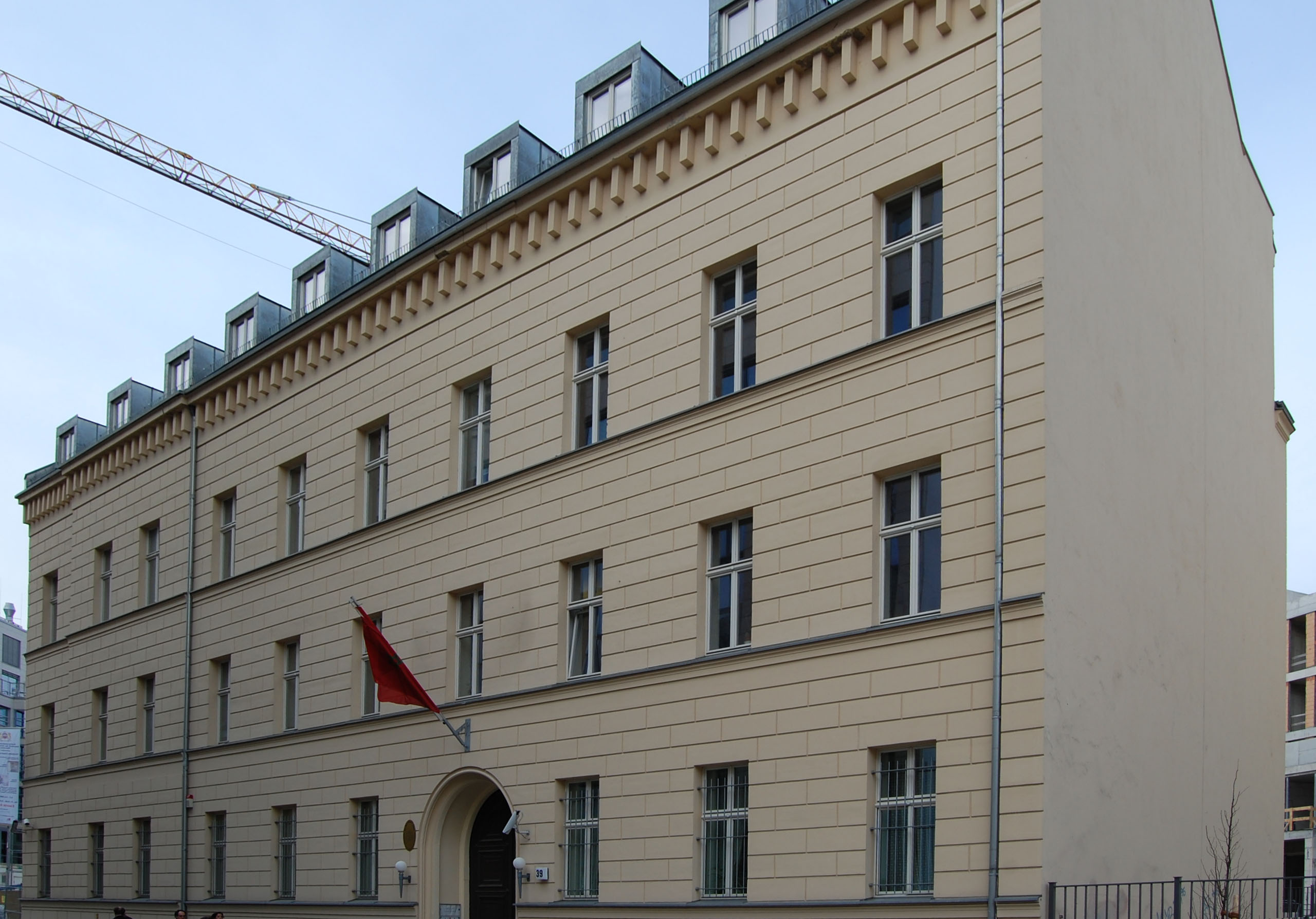
Посольство Марокко в Берлине

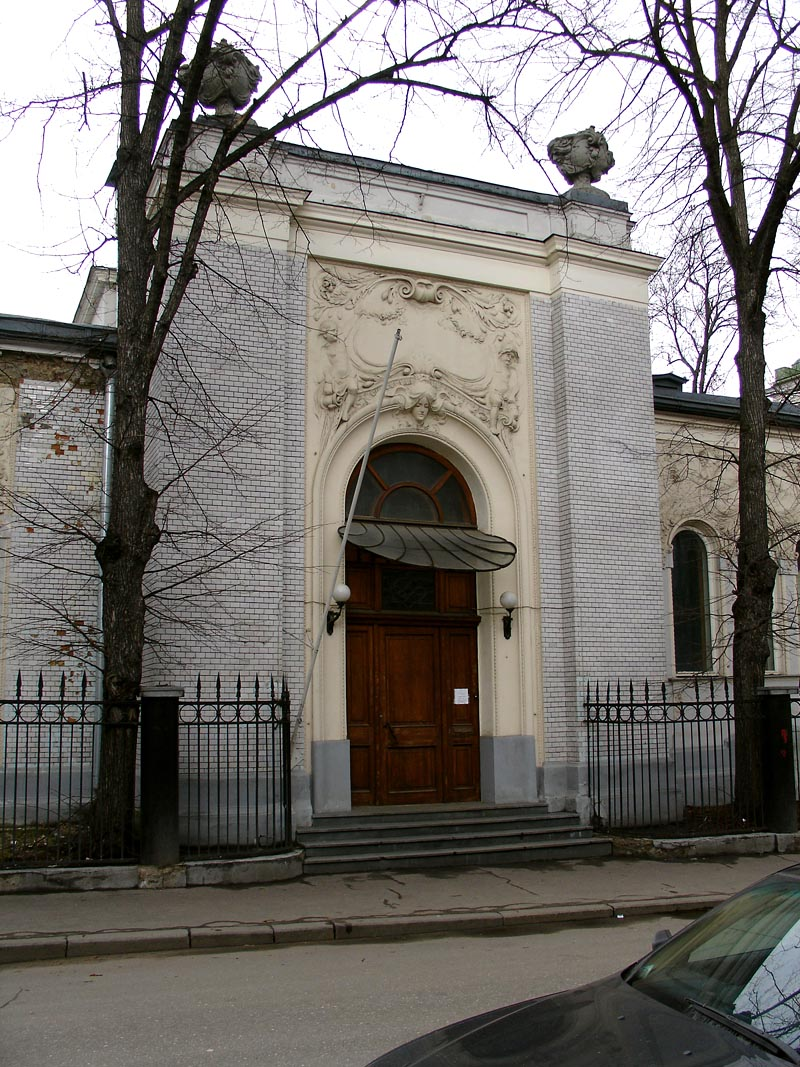
Посольство Марокко в Москве

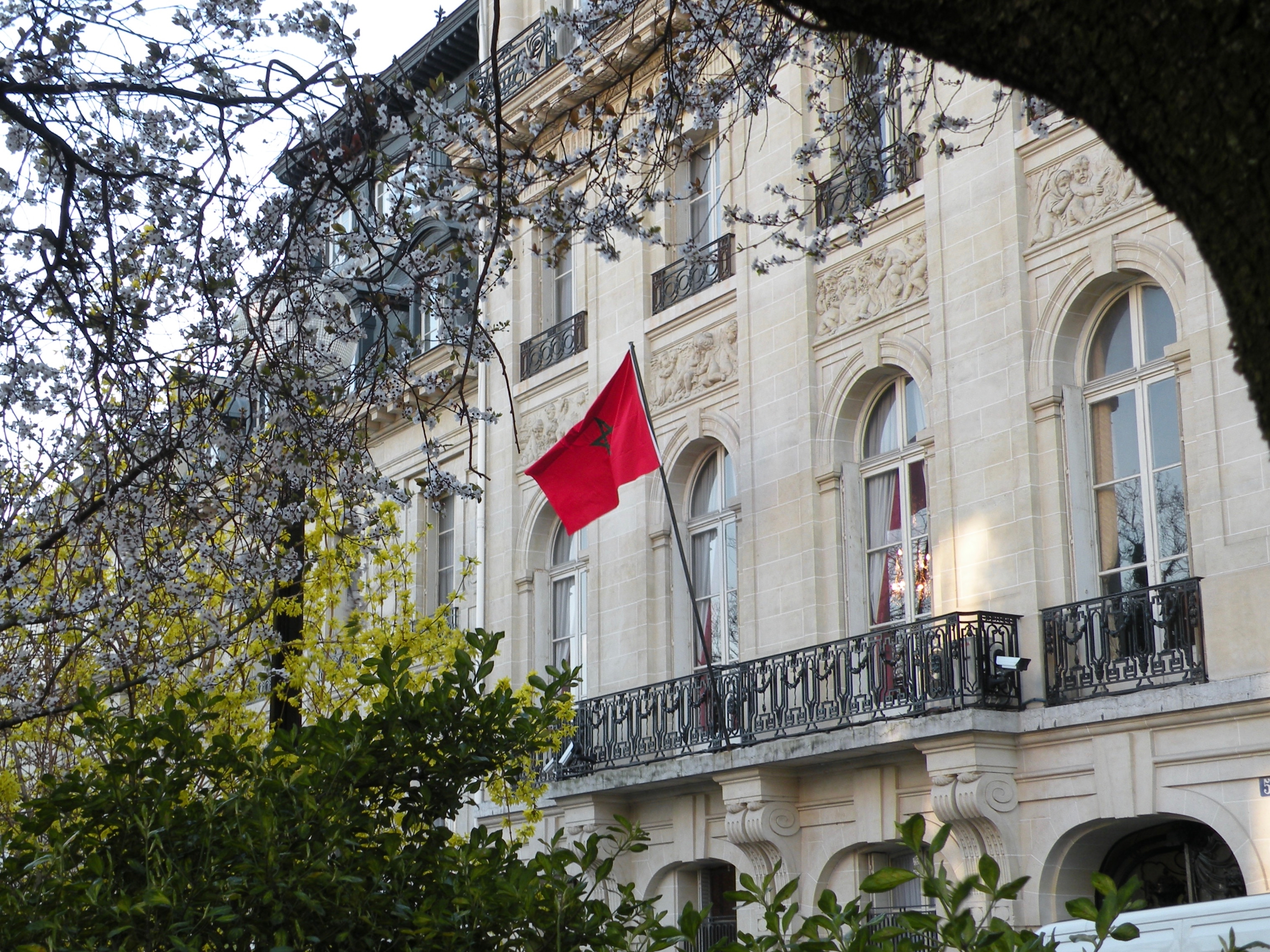
Посольство Марокко в Париже

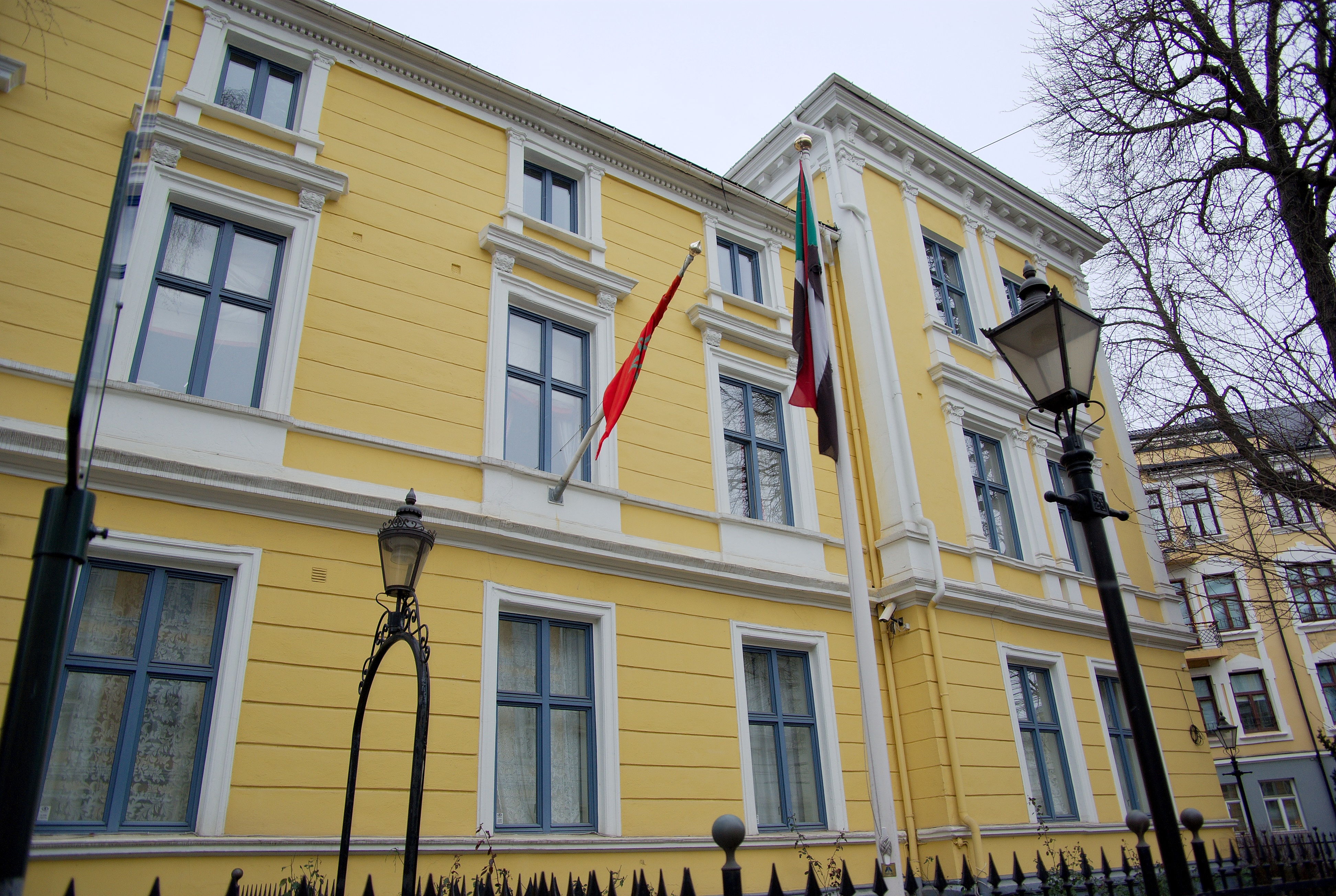
Посольство Марокко в Осло

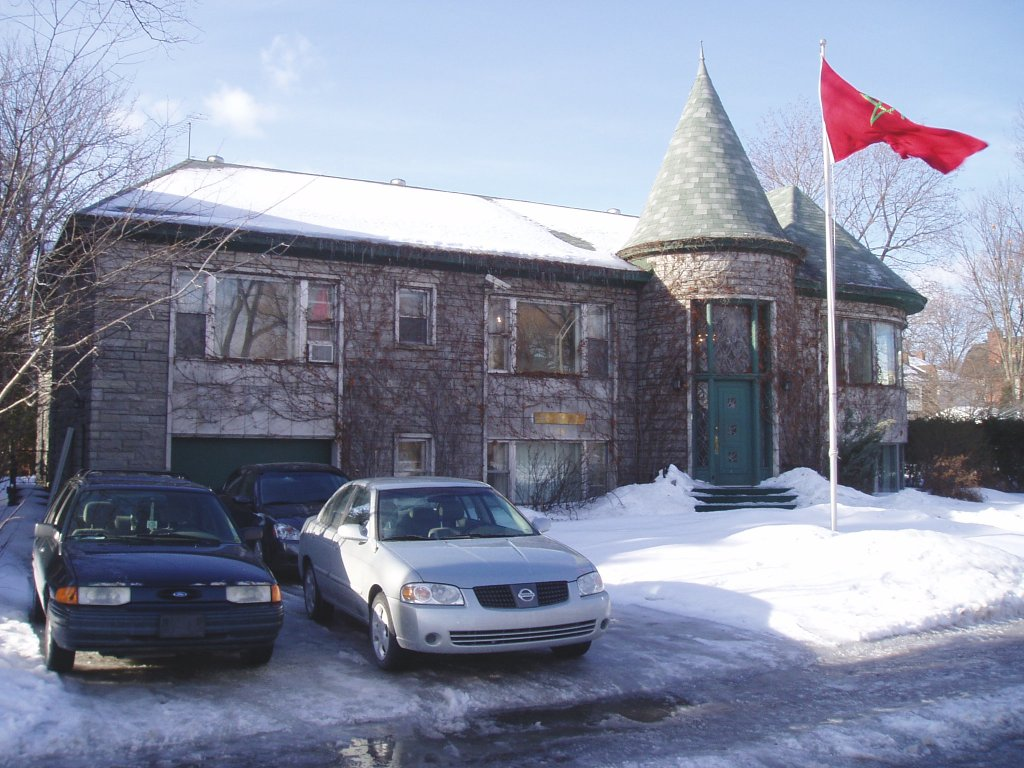
Посольство Марокко в Оттаве

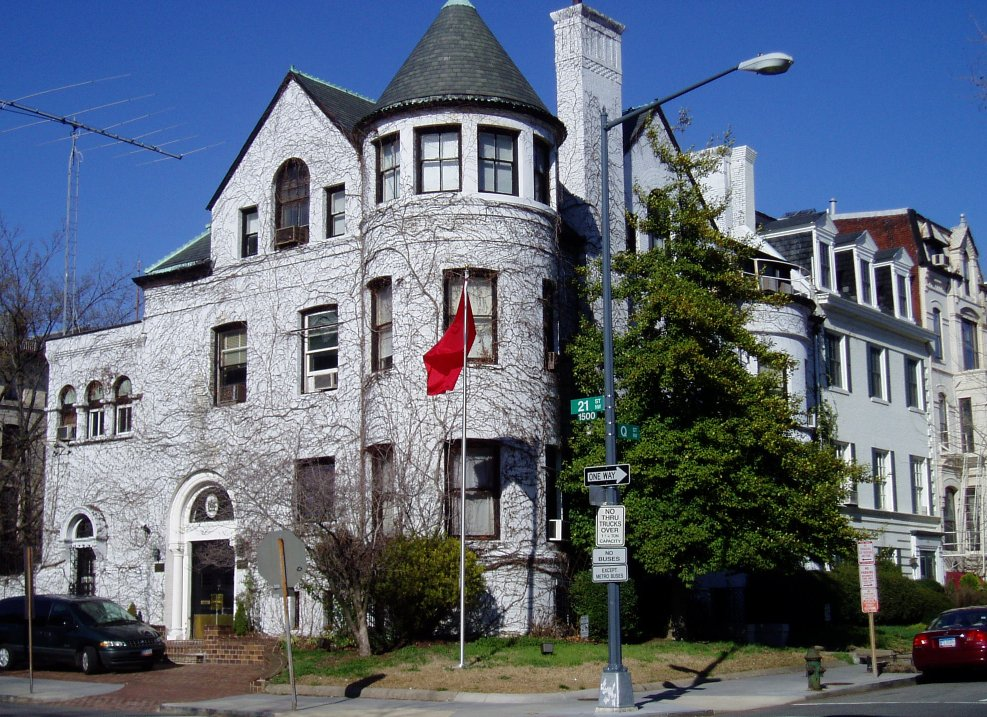
Посольство Марокко в Вашингтоне

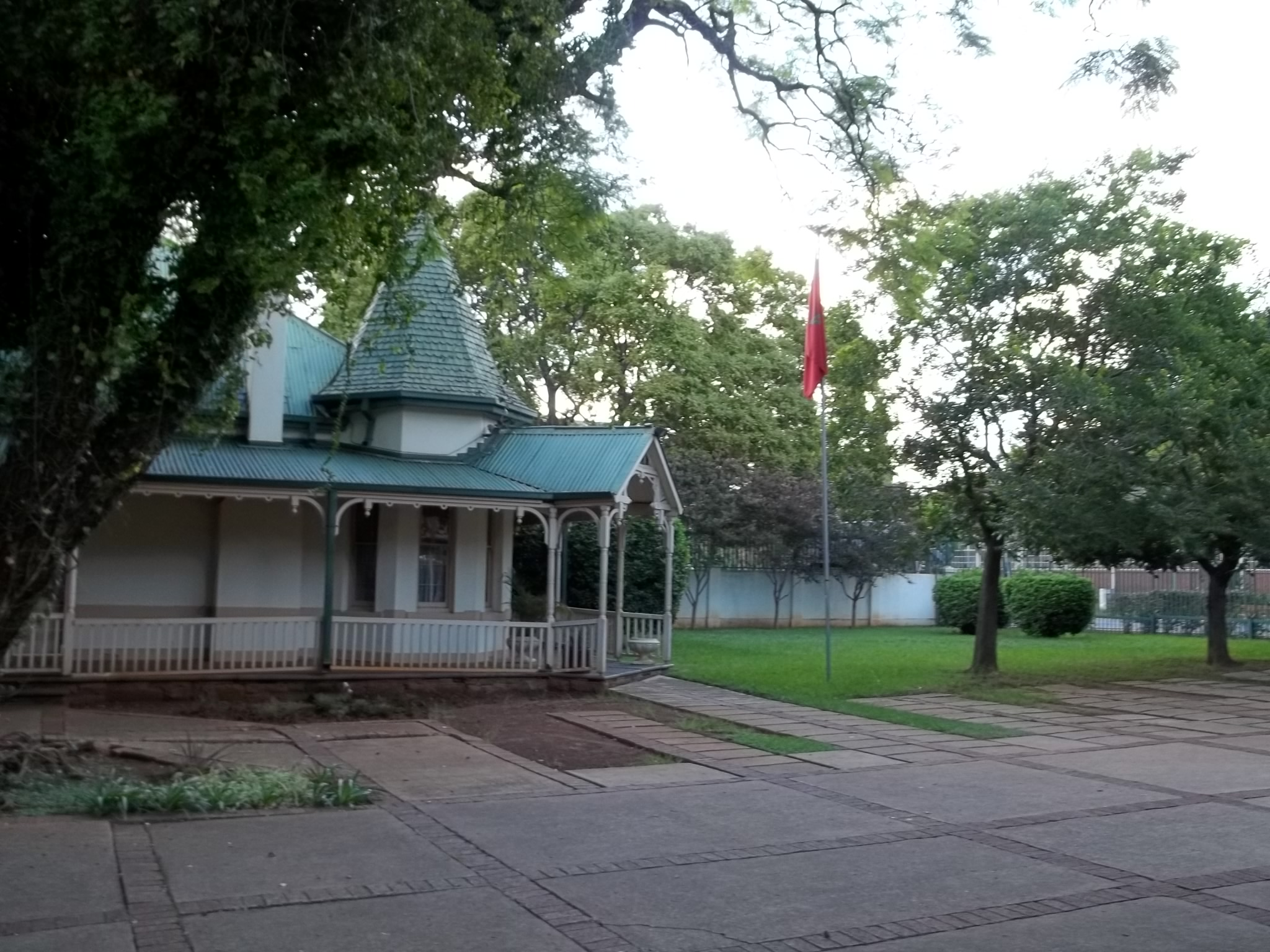
Посольство Марокко в Претории

  - Антверпен (генеральное консульство)
  - Льеж (генеральное консульство)
- Болгария
  - София (посольство)
- Ватикан
  - Ватикан (посольство)
- Великобритания
  - Лондон (посольство)
  - Лондон (генеральное консульство)
- Венгрия
  - Будапешт (посольство)
- Германия
  - Берлин (посольство)
  - Дюссельдорф (генеральное консульство)
  - Франкфурт-на-Майне (генеральное консульство)
- Греция
  - Афины (посольство)
- Дания
  - Копенгаген (посольство)
- Ирландия
  - Дублин (посольство)
- Испания
  - Мадрид (посольство)
  - Альмерия (генеральное консульство)
  - Альхесирас (генеральное консульство)
  - Барселона (генеральное консульство)
  - Бильбао (генеральное консульство)
  - Валенсия (генеральное консульство)
  - Лас-Пальмас-де-Гран-Канария (генеральное консульство)
  - Севилья (генеральное консульство)
  - Таррагона (генеральное консульство)
  - Бургос (вице-консульство)
- Италия
  - Рим (посольство)
  - Болонья (генеральное консульство)
  - Милан (генеральное консульство)
  - Палермо (генеральное консульство)
  - Турин (генеральное консульство)
- Нидерланды
  - Гаага (посольство)
  - Амстердам (генеральное консульство)
  - Роттердам (генеральное консульство)
  - Утрехт (генеральное консульство)
  - Хертогенбос (генеральное консульство)
- Норвегия
  - Осло (посольство)
- Польша
  - Варшава (посольство)
- Португалия
  - Лиссабон (посольство)
- Россия
  - Москва (посольство)
- Румыния
  - Бухарест (посольство)
- Сербия
  - Белград (посольство)
- Украина
  - Киев (посольство)
- Финляндия
  - Хельсинки (посольство)
- Франция
  - Париж (посольство)
  - Бастия (генеральное консульство)
  - Бордо (генеральное консульство)
  - Вильмомбль (генеральное консульство)
  - Дижон (генеральное консульство)
  - Коломб (генеральное консульство)
  - Лилль (генеральное консульство)
  - Лион (генеральное консульство)
  - Марсель (генеральное консульство)
  - Монпелье (генеральное консульство)
  - Орлеан (генеральное консульство)
  - Орли (генеральное консульство)
  - Понтуаз (генеральное консульство)
  - Ренн (генеральное консульство)
  - Страсбург (генеральное консульство)
  - Тулуза (генеральное консульство)
- Чехия
  - Прага (посольство)
- Швейцария
  - Берн (посольство)
- Швеция
  - Стокгольм (посольство)

## Азия
- Бангладеш
  - Дакка (посольство)
- Вьетнам
  - Ханой (посольство)
- Индия
  - Нью-Дели (посольство)
- Индонезия
  - Джакарта (посольство)
- Китай
  - Пекин (посольство)
- Малайзия
  - Куала-Лумпур (посольство)
- Пакистан
  - Исламабад (посольство)
- Таиланд
  - Бангкок (посольство)
- Республика Корея
  - Сеул (посольство)
- Япония
  - Токио (посольство)

## Средний Восток
- Бахрейн
  - Манама (посольство)
- Иордания
  - Амман (посольство)
- Йемен
  - Сана (посольство)
- Катар
  - Доха (посольство)
- Кувейт
  - Кувейт (посольство)
- Ливан
  - Бейрут (посольство)
- ОАЭ
  - Абу-Даби (посольство)
  - Дубай (генеральное консульство)
- Оман
  - Маскат (посольство)
- Государство Палестина
  - Газа (консульство, Consulate Annex)
- Саудовская Аравия
  - Эр-Рияд (посольство)
  - Джидда (генеральное консульство)
- Сирия
  - Дамаск (посольство)
- Турция
  - Анкара (посольство)
  - Стамбул (генеральное консульство)

## Америка
- Аргентина
  - Буэнос-Айрес (посольство)
- Бразилия
  - Бразилиа (посольство)
- Доминиканская Республика
  - Санто-Доминго (посольство)
- Канада
  - Оттава (посольство)
  - Монреаль (генеральное консульство)
- Куба
  - Гавана (посольство)
- Колумбия
  - Богота (посольство)
- Мексика
  - Мехико (посольство)
- Перу
  - Лима (посольство)
- США
  - Вашингтон (посольство)
  - Нью-Йорк (генеральное консульство)
- Чили
  - Сантьяго (посольство)

## Африка
- Алжир
  - Алжир (посольство)
  - Оран (генеральное консульство)
  - Сиди-Бель-Аббес (генеральное консульство)
- Ангола
  - Луанда (посольство)
- Буркина-Фасо
  - Уагадугу (посольство)
- Габон
  - Либревиль (посольство)
- Гана
  - Аккра (посольство)
- Гвинея
  - Конакри (посольство)
- Египет
  - Каир (посольство)
- Камерун
  - Яунде (посольство)
- Кения
  - Найроби (посольство)
- ДР Конго
  - Киншаса (посольство)
- Кот-д’Ивуар
  - Абиджан (посольство)
- Ливия
  - Триполи (посольство)
  - Бенгази (генеральное консульство)
- Мавритания
  - Нуакшот (посольство)
  - Нуадибу (генеральное консульство)
- Мадагаскар
  - Антананариву (посольство)
- Мали
  - Бамако (посольство)
- Нигер
  - Ниамей (посольство)
- Нигерия
  - Абуджа (посольство)
- Сенегал
  - Дакар (посольство)
- Судан
  - Хартум (посольство)
- Тунис
  - Тунис (посольство)
- ЦАР
  - Банжул (посольство)
- Экваториальная Гвинея
  - Малабо (посольство)
- Эфиопия
  - Аддис-Абеба (посольство)
- ЮАР
  - Претория (посольство)

## Океания
- Австралия
  - Канберра (посольство)

## Международные организации
- Брюссель (постоянное представительство при ЕС)
- Женева (постоянное представительство при ООН и других международных организациях)
- Каир (постоянное представительство при ЛАГ)
- Нью-Йорк (постоянное представительство при ООН)